# Храм Покрова Пресвятой Богородицы (Горный Щит)
Церковь Покрова Пресвятой Богородицы (Покровская церковь) — православный храм в селе Горный Щит вблизи Екатеринбурга, построенный в 1834—1837 годах.

## История
Построенная деревянная церковь была освящена 22 февраля 1726 года, но в первой четверти XIX века она сгорела. В связи с чем на этом месте 21 мая 1830 года была заложена каменная, одноэтажная церковь. В начале в ней было два престола: первый предел в передней части в честь Покрова Пресвятой Богородицы был освящён 10 июня 1837 года, а второй — в трапезной части в честь Святых равноапостольных царя Константина и царицы Елены был освящён 14 июля 1834 года. В 1878 году второй предел был упразднён вследствие тесноты в церкви в зимнее время и устройства прохода для всех в Покровский храм через пономарские двери придельного храма, который после того был соединён с главным и составляет теперь с ним одно неразделённое ничем помещение. Церковь была построена среди села на ровной обширной площади, окружена каменной оградой с мраморными столбами и железной решёткой; в ограде в начале XX века по кругу росли пихтовые деревья. В окрестностях церкви, в 250 метрах от неё, на горе Фоминой, в начале XX века имелась каменная часовня, освящённая в честь Святого Пророка Илии, в которую ежегодно 20 июля совершался крестный ход. Причт при церкви в начале XX века состоял из священника и псаломщика, которые проживали в церковных домах.

## Архитектура
Использование материалов при строительстве Покровской церкви демонстрируют влияние распространения в российских губерниях альбома «Высочайше апробированных церковных фасадов». Проект, выполненный М. П. Малаховым в 1828—1829 годы, потерпел ряд изменений: масштаб здания уменьшился из-за финансовых возможностей заказчика. Храм имеет слегка выступающие на боковых фасадах ризалиты под фронтонами по оси центрального объёма, прямоугольную алтарную апсиду. Одноосная композиция плана церкви с плоским куполом без своего барабана. Малахову, использовав мотив большого трёхчастного арочного окна, удалось избавиться от свойственной архитектуре позднего классицизма нейтральности. Значительно переработав высотную композицию колокольни, Малахов привёл её к новому масштабу храмовой части. В художественной прорисовке декоративных деталей проявился творческий почерк М. П. Малахова.

## Духовенство
- Настоятель храма — иерей Димитрий Задорин[3]